# Céline Dion-kislemezdiszkográfia
Ez a szócikk Céline Dion kislemezeinek listáját tartalmazza.

## 1980-as évek
| Megjelenés | Kislemez                                    | Album                      |
| ---------- | ------------------------------------------- | -------------------------- |
| 1981       | Ce n’était qu’un rêve                       | La voix du bon Dieu        |
| 1981       | La voix du bon Dieu                         | La voix du bon Dieu        |
| 1982       | L’amour viendra                             | La voix du bon Dieu        |
| 1982       | Tellement j’ai d’amour pour toi             | Tellement j’ai d’amour…    |
| 1982       | D’amour ou d’amitié                         | Tellement j’ai d’amour…    |
| 1983       | Mon ami m’a quittée                         | Les chemins de ma maison   |
| 1983       | Un enfant                                   | Chants et contes de Noël   |
| 1984       | Ne me plaignez pas                          | Les chemins de ma maison   |
| 1984       | Une colombe                                 | Mélanie                    |
| 1984       | Mon rêve de toujours                        | Mélanie                    |
| 1984       | Un amour pour moi                           | Mélanie                    |
| 1985       | Vois comme c’est beau                       | Hymnes à l’amour: volume 2 |
| 1985       | C'est pour toi                              | C’est pour toi             |
| 1985       | C’est pour vivre                            | C’est pour toi             |
| 1985       | Dans la main d’un magicien                  | The Peanut Butter Solution |
| 1986       | Michael’s Song                              | The Peanut Butter Solution |
| 1986       | Billy                                       | Új dal                     |
| 1986       | L’univers a besoin d’amour                  | Új dal                     |
| 1986       | Fais ce que tu voudras                      | Les chansons en or         |
| 1987       | Je ne veux pas                              | Új dal                     |
| 1987       | On traverse un miroir                       | Incognito                  |
| 1987       | Incognito                                   | Incognito                  |
| 1987       | Lolita (trop jeune pour aimer)              | Incognito                  |
| 1988       | Comme un cœur froid                         | Incognito                  |
| 1988       | La religieuse"                              | Új dal                     |
| 1988       | Ne partez pas sans moi                      | The Best of Celine Dion    |
| 1988       | Délivre-moi                                 | Incognito                  |
| 1988       | D'abord, c’est quoi l’amour?                | Incognito                  |
| 1988       | Jours de fièvre                             | Incognito                  |
| 1989       | Can’t Live with You, Can’t Live Without You | Spellbound                 |

## 1990-es évek
| Megjelenés | Kislemez                                       | Album                         |
| ---------- | ---------------------------------------------- | ----------------------------- |
| 1990       | (If There Was) Any Other Way                   | Unison                        |
| 1990       | Unison                                         | Unison                        |
| 1990       | Where Does My Heart Beat Now                   | Unison                        |
| 1991       | The Last to Know                               | Unison                        |
| 1991       | Have a Heart                                   | Unison                        |
| 1991       | Des mots qui sonnent                           | Dion chante Plamondon         |
| 1991       | L’amour existe encore                          | Dion chante Plamondon         |
| 1991       | Beauty and the Beast                           | Celine Dion                   |
| 1992       | Je danse dans ma tête                          | Dion chante Plamondon         |
| 1992       | If You Asked Me To                             | Celine Dion                   |
| 1992       | Nothing Broken But My Heart                    | Celine Dion                   |
| 1992       | Quelqu’un que j’aime, quelqu’un qui m’aime     | Dion chante Plamondon         |
| 1992       | Love Can Move Mountains                        | Celine Dion                   |
| 1993       | Water from the Moon                            | Celine Dion                   |
| 1993       | Un garçon pas comme les autres (Ziggy)         | Dion chante Plamondon         |
| 1993       | Did You Give Enough Love                       | Celine Dion                   |
| 1993       | When I Fall in Love                            | The Colour of My Love         |
| 1993       | Plus haut que moi                              | Pelchat                       |
| 1993       | The Power of Love                              | The Colour of My Love         |
| 1994       | Love Lights the World                          | Love Lights the World         |
| 1994       | Misled                                         | The Colour of My Love         |
| 1994       | Think Twice                                    | The Colour of My Love         |
| 1994       | Only One Road                                  | The Colour of My Love         |
| 1994       | Calling You                                    | À l’Olympia                   |
| 1995       | Pour que tu m’aimes encore                     | D’eux                         |
| 1995       | Je sais pas                                    | D’eux                         |
| 1995       | Next Plane Out                                 | The Colour of My Love         |
| 1995       | Just Walk Away                                 | The Colour of My Love         |
| 1995       | To Love You More                               | The Colour of My Love         |
| 1995       | (You Make Me Feel Like) A Natural Woman        | Falling into You              |
| 1996       | Destin                                         | D’eux                         |
| 1996       | Le ballet                                      | D’eux                         |
| 1996       | Falling into You                               | Falling into You              |
| 1996       | Because You Loved Me                           | Falling into You              |
| 1996       | J’irai où tu iras                              | D’eux                         |
| 1996       | It’s All Coming Back to Me Now"                | Falling into You              |
| 1996       | The Power of the Dream                         | Falling into You              |
| 1996       | All by Myself                                  | Falling into You              |
| 1996       | Les derniers seront les premiers               | Live à Paris                  |
| 1996       | Send Me a Lover                                | Women for Women, Vol. 2       |
| 1997       | "Je sais pas" (live)                           | D’eux                         |
| 1997       | Call the Man                                   | Falling into You              |
| 1997       | J’attendais                                    | Live à Paris                  |
| 1997       | Make You Happy                                 | Falling into You              |
| 1997       | Dreamin’ of You                                | Falling into You              |
| 1997       | Tell Him                                       | Let’s Talk About Love         |
| 1997       | Be the Man                                     | Let’s Talk About Love         |
| 1997       | The Reason                                     | Let’s Talk About Love         |
| 1997       | My Heart Will Go On                            | Let’s Talk About Love         |
| 1998       | Immortality                                    | Let’s Talk About Love         |
| 1998       | When I Need You                                | Let’s Talk About Love         |
| 1998       | I Hate You Then I Love You                     | Let’s Talk About Love         |
| 1998       | Miles to Go (Before I Sleep)                   | Let’s Talk About Love         |
| 1998       | It’s Hard to Say Goodbye                       | A Body of Work                |
| 1998       | Zora sourit                                    | S’il suffisait d’aimer        |
| 1998       | (You Make Me Feel Like) A Natural Woman (live) | VH1 Divas Live                |
| 1998       | You’ve Got a Friend                            | VH1 Divas Live                |
| 1998       | I’m Your Angel                                 | These Are Special Times       |
| 1998       | S’il suffisait d’aimer                         | S’il suffisait d’aimer        |
| 1999       | On ne change pas                               | S’il suffisait d’aimer        |
| 1999       | The Prayer                                     | These Are Special Times       |
| 1999       | Treat Her Like a Lady                          | Let’s Talk About Love         |
| 1999       | En attendant ses pas                           | S’il suffisait d’aimer        |
| 1999       | Dans un autre monde                            | S’il suffisait d’aimer        |
| 1999       | That’s the Way It Is                           | All the Way… A Decade of Song |
| 1999       | Then You Look at Me                            | All the Way… A Decade of Song |

## 2000-es évek
| Megjelenés | Kislemez                                         | Album                         |
| ---------- | ------------------------------------------------ | ----------------------------- |
| 2000       | Live (for the One I Love)                        | All the Way… A Decade of Song |
| 2000       | The First Time Ever I Saw Your Face              | All the Way… A Decade of Song |
| 2000       | I Want You to Need Me                            | All the Way… A Decade of Song |
| 2000       | If Walls Could Talk                              | All the Way… A Decade of Song |
| 2000       | Don’t Save It All for Christmas Day              | These Are Special Times       |
| 2001       | God Bless America                                | God Bless America             |
| 2001       | Sous le vent                                     | Seul                          |
| 2002       | A New Day Has Come                               | A New Day Has Come            |
| 2002       | Aún Existe Amor                                  | A New Day Has Come            |
| 2002       | I'm Alive                                        | A New Day Has Come            |
| 2002       | Goodbye's (The Saddest Word)                     | A New Day Has Come            |
| 2002       | At Last                                          | A New Day Has Come            |
| 2003       | I Drove All Night                                | One Heart                     |
| 2003       | One Heart                                        | One Heart                     |
| 2003       | Have You Ever Been in Love                       | One Heart                     |
| 2003       | Stand by Your Side                               | One Heart                     |
| 2003       | Tout l'or des hommes                             | 1 fille & 4 types             |
| 2003       | Faith                                            | One Heart                     |
| 2003       | Et je t’aime encore                              | 1 fille & 4 types             |
| 2004       | Contre nature"                                   | 1 fille & 4 types             |
| 2004       | You and I                                        | A New Day… Live in Las Vegas  |
| 2004       | Beautiful Boy (Darling Boy)                      | Miracle                       |
| 2004       | Miracle                                          | Miracle                       |
| 2004       | Je lui dirai                                     | 1 fille & 4 types             |
| 2004       | Ma Nouvelle-France                               | Nouvelle-France               |
| 2005       | In Some Small Way                                | Miracle                       |
| 2005       | Je ne vous oublie pas                            | On ne change pas              |
| 2006       | Tous les secrets                                 | On ne change pas              |
| 2006       | Tout près du bonheur                             | Refaire le monde              |
| 2006       | I Believe in You (Je crois en toi)               | On ne change pas              |
| 2007       | Et s'il n’en restait qu’une (je serais celle-là) | D’elles                       |
| 2007       | Immensité                                        | D’elles                       |
| 2007       | "Le temps qui compte                             | D’elles                       |
| 2007       | On s’est aimé à cause                            | D’elles                       |
| 2007       | Taking Chances"                                  | Taking Chances                |
| 2008       | Eyes on Me                                       | Taking Chances                |
| 2008       | A World to Believe In                            | Taking Chances                |
| 2008       | A cause                                          | D’elles                       |
| 2008       | The Prayer                                       | Non-album single              |
| 2008       | Alone"                                           | Taking Chances                |
| 2008       | My Love                                          | My Love: Essential Collection |

## 2010-es évek
| Megjelenés | Kislemez          | Album               |
| ---------- | ----------------- | ------------------- |
| 2010       | Voler             | Être une femme 2010 |
| 2012       | Parler à mon père | Sans attendre       |
| 2012       | Le miracle        | Sans attendre       |